# European Championships 2022/Teilnehmer (Monaco)
| Gelbes Symbol für Goldmedaillen mit stilisierten Olympischen Ringen | Graues Symbol für Silbermedaillen mit stilisierten Olympischen Ringen | Braundes Symbol für Bronzemedaillen mit stilisierten Olympischen Ringen |
| ------------------------------------------------------------------- | --------------------------------------------------------------------- | ----------------------------------------------------------------------- |
| —                                                                   | —                                                                     | —                                                                       |

Monaco nahm mit zwei Athleten (je einer pro Geschlecht) an den European Championships 2022 in München teil.

## Teilnehmer nach Sportarten

### Rudern
| Athleten           | Wettbewerb | Vorlauf     | Vorlauf | Vorlauf       | Hoffnungslauf | Hoffnungslauf | Hoffnungslauf  | Halbfinale  | Halbfinale | Halbfinale    | Finale      | Finale | Rang |
| Athleten           | Wettbewerb | Zeit        | Platz   | Qualifikation | Zeit          | Platz         | Qualifikation  | Zeit        | Platz      | Qualifikation | Zeit        | Platz  | Rang |
| ------------------ | ---------- | ----------- | ------- | ------------- | ------------- | ------------- | -------------- | ----------- | ---------- | ------------- | ----------- | ------ | ---- |
| Männer             |            |             |         |               |               |               |                |             |            |               |             |        |      |
| Quentin Antognelli | Einer      | 8:01,87 min | 1       | Hoffnungslauf | 7:48,82 min   | 1             | A/B-Halbfinale | 7:44,65 min | 5          | B-Finale      | 7:31,08 min | 2      | 8    |

### Turnen
| Athleten         | Wettbewerb       | Qualifikation | Qualifikation | Finale        | Finale        | Rang |
| Athleten         | Wettbewerb       | Punkte        | Rang          | Punkte        | Rang          | Rang |
| ---------------- | ---------------- | ------------- | ------------- | ------------- | ------------- | ---- |
| Frauen           |                  |               |               |               |               |      |
| Joana de Freitas | Boden            | 10.433        | 105           | ausgeschieden | ausgeschieden | 105  |
| Joana de Freitas | Schwebebalken    | 10.000        | 100           | ausgeschieden | ausgeschieden | 100  |
| Joana de Freitas | Stufenbarren     | 8.966         | 109           | ausgeschieden | ausgeschieden | 109  |
| Joana de Freitas | Mehrkampf Einzel | —             | —             | 40,965        | 82            | 82   |